# Nathaniel Butler
Nathaniel Butler (1577-fecha de muerte desconocida) fue un corsario inglés que luego se desempeñó como gobernador colonial de las Bermudas a principios del siglo XVII. Construyó muchas de las estructuras que todavía se ven en las islas Bermudas hoy en día, incluidas muchas de las fortalezas costeras de la isla y la Casa del Estado, en St. George, el asentamiento inglés más antiguo que sobrevive aún en el Nuevo Mundo (la Casa del Estado, terminada en 1620, fue la primera edificación. Fue construida para albergar el parlamento de las Bermudas). También tiene la distinción de presentar la primera papa, en América del Norte, a los primeros colonos ingleses de Jamestown, Virginia.
Primero sirvió al conde de Warwick durante su carrera de navegación temprana, luego fue nombrado gobernador de las islas Bermudas, luego como administrador de la Somers Isles Company (una rama de Virginia Company), cargo que ocupó desde 1619 hasta 1622. Durante este tiempo, rescató las armas de un barco naufragado y las usó para armar los fuertes de la isla que estaban en construcción, incluido el Fuerte de Southampton y los de Smith's y Paget Island en 1620 (el incidente sería registrado más tarde por John Smith en 1624) . Mientras era gobernador de las Bermudas, desempeñó un papel indirecto en el desarrollo de la navegación de las Bermudas, cuando empleó a un constructor de barcos holandés que naufragó. También sería el primero en introducir la papa en América del Norte cuando, en 1621, envió un cargamento de papas al gobernador Francis Wyatt de Jamestown. Fue el tercer gobernador de las Bermudas.
Tras una breve estancia en Jamestown al año siguiente, durante la cual publicó un informe titulado "Unmasked Face of Our Colony in Virginia as it was in the winter of the Year 1622" que posteriormente presentó al consejo privado a su regreso a Londres, Butler fue nombrado almirante de la colonia de Providence Island, a la edad de 61 años. Más tarde encontró empleo en Providence Island Company durante 1639 y 1640.
Mientras estaba en una expedición de corsario a mediados de 1639 a lo largo del "Spanish Main", capturó con éxito una fragata española en el puerto de Trujillo, y luego recibió 16.000 pesos por su rescate. Sin embargo, la fragata sola se consideró un premio pobre para los estándares de la época y, sufriendo de oficiales sin experiencia que no estaban familiarizados con la región (incluido el futuro corsario James Riskinner ), la expedición siguió un curso muy errático por todo el Caribe y no pudo capturar nada más. de valor en el momento de su regreso a Providence en septiembre de 1639.